# Automorfizmus (csoportelmélet)
Az absztrakt algebra csoportelmélet nevű ágában automorfizmus a neve az olyan bijektív leképezésnek, amely művelettartó és egy csoportot önmagára képez le.

## Definíció
Legyen {\displaystyle G} egy csoport, és legyen {\displaystyle \varphi :G\rightarrow G} bijektív leképezés (azaz {\displaystyle G} különböző elemeihez {\displaystyle \varphi } különböző elemeket rendel, és {\displaystyle G} minden eleme előáll {\displaystyle G} valamely elemének képeként). Ezt a leképezést automorfizmusnak nevezzük, ha bármely {\displaystyle a,b\in G}-re {\displaystyle \ \varphi (ab)=\varphi (a)\varphi (b)}. Az automorfizmusok tehát olyan izomorfizmusok, amelyek egy csoportot önmagára képeznek le.

## Példák
- Tetszőleges csoportnak automorfizmusa az identikus leképezés, vagyis az a leképezés, amely minden elemhez saját magát rendeli. Ezt az automorfizmust szokás triviális automorfizmusnak nevezni.
- A valós számok additív csoportjának automorfizmusa az a leképezés, amely minden valós számhoz a háromszorosát rendeli.
- A sík egybevágóságai által alkotott csoportnak automorfizmusa az a leképezés, amely minden {\displaystyle S} egybevágósághoz a {\displaystyle TST} egybevágóságot rendeli, ahol {\displaystyle T} egy adott egyenesre való tükrözés.

## Automorfizmus-csoport
Egy csoport automorfizmusai (a leképezések összetételével, mint művelettel) maguk is csoportot alkotnak. A {\displaystyle G} csoport automorfizmusainak csoportját {\displaystyle Aut(G)}-vel jelöljük. {\displaystyle Aut(G)} egységeleme az identikus leképezés.

## Belső automorfizmusok
Legyen {\displaystyle g\in G}, és jelölje {\displaystyle \tau _{g}} azt a leképezést, amely tetszőleges {\displaystyle x\in G}-hez annak a {\displaystyle g}-vel vett {\displaystyle g^{-1}xg} konjugáltját rendeli. Akkor {\displaystyle \tau _{g}} automorfizmusa {\displaystyle G}-nek. Az ilyen automorfizmusokat belső automorfizmusnak nevezzük.
Egy csoport belső automorfizmusai (a leképezések összetételével, mint művelettel) maguk is csoportot alkotnak. A {\displaystyle G} csoport belső automorfizmusainak csoportját {\displaystyle InnG}-vel jelöljük. {\displaystyle InnG} normálosztója {\displaystyle AutG}-nek. Az {\displaystyle AutG/InnG} faktorcsoportot {\displaystyle G} külső automorfizmus-csoportjának nevezzük és {\displaystyle OutG}-vel jelöljük.
{\displaystyle G} különböző elemeiből származhat ugyanaz a belső automorfizmus. Speciálisan {\displaystyle \ \tau _{g}=\tau _{1}=1_{AutG}}, ha g centrumelem. {\displaystyle InnG} izomorf a {\displaystyle G/Z(G)} faktorcsoporttal, és így {\displaystyle Inn(G)=1} akkor és csak akkor, ha {\displaystyle G} kommutatív.

## Nemtriviális automorfizmus-csoportok
Az egy- és a kételemű csoport automorfizmus-csoportja triviális (csak az identikus leképezést tartalmazza). Minden más {\displaystyle G} csoport automorfizmus-csoportja nemtriviális. Ezt a következő gondolatmenet igazolja:
Ha {\displaystyle G} nem kommutatív, és például az {\displaystyle a,x\in G} elemek nem kommutálnak, akkor x-nek a {\displaystyle \tau _{a}} belső automorfizmusnál vett képe x-től különböző, így {\displaystyle \tau _{a}} nem az identikus leképezés és ezért {\displaystyle AutG} nem triviális.
Ha {\displaystyle G} kommutatív, akkor {\displaystyle AutG}-nek eleme az a leképezés, ami tetszőleges {\displaystyle g\in G}-hez annak {\displaystyle g^{-1}} inverzét rendeli. Ez éppen akkor nem az identikus leképezés, ha van olyan {\displaystyle x\in G} elem, hogy {\displaystyle x^{-1}\neq x} vagyis {\displaystyle x^{2}\neq 1}. Ha ilyen elem nincsen, azaz minden nemegység elem másodrendű, akkor {\displaystyle G} felfogható egy a kételemű {\displaystyle F_{2}} test feletti vektortér additív csoportjaként, és e vektortér bármely nemnulla determinánsú, nem-identikus lineáris transzformációja {\displaystyle G}-nek nemtriviális automorfizmusa.

## Anti-automorfizmusok
Anti-automorfizmusnak nevezzük a {\displaystyle G} csoport olyan önmagára való {\displaystyle \varphi :G\rightarrow G} bijektív leképezését, amely a szorzás sorrendjét megváltoztatja, azaz amelyre {\displaystyle \varphi (ab)=\varphi (b)\varphi (a)}. {\displaystyle G} anti-automorfizmusainak halmazát {\displaystyle AntautG} jelöli. Ha G Abel-csoport, akkor persze {\displaystyle AntautG} egybeesik {\displaystyle AutG}-vel. Egyszerű példa anti-automorfizmusra az a leképezés, ami tetszőleges {\displaystyle g\in G}-hez annak {\displaystyle g^{-1}} inverzét rendeli, hiszen {\displaystyle (ab)^{-1}=b^{-1}a^{-1}}. {\displaystyle AntautG\bigcup AutG} csoportot alkot a leképezésszorzásra, mint műveletre nézve. Ebben a csoportban {\displaystyle AutG} direkt tényező.

## Története
Csoportautomorfizmusokat először William Rowan Hamilton ír matematikus említett 1856-ban az Icosian Calculus című művében.